# اغورجه (پوسوف)
اغورجه (به ترکی استانبولی: Uğurca) یک منطقهٔ مسکونی در ترکیه است که در پوسوف واقع شده‌است.